# Ramy Zialor
Ramy Patrick Zialor (ur. 6 lipca 1960) – seszelski bokser, dwukrotny olimpijczyk.
Brał udział w pierwszych dla Seszeli igrzyskach olimpijskich, które miały miejsce w Moskwie w 1980 roku. Wystąpił tam w wadze piórkowej; w pierwszej fazie zawodów miał wolny los, jednak w drugiej przegrał nieznacznie na punkty z Etiopczykiem Leoulem Neeraio (2–3). Cztery lata później na igrzyskach w Los Angeles, wystąpił w wadze lekkopółśredniej. Ponownie w pierwszej fazie miał wolny los i ponownie poniósł porażkę w kolejnej rundzie. Przegrał znowu na punkty, tym razem jednogłośnie (0–5), a jego przeciwnikiem był Kameruńczyk Jean-Pierre Mbereke-Baban.